# Caryophyllia cornuformis
Espèce
Caryophyllia cornuformis est une espèce de coraux appartenant à la famille des Caryophylliidae.